# Мезонинный кредит
Мезони́нный креди́т (англ. Mezzanine Loan) — относительно крупный кредит, как правило, необеспеченный (т. е. предоставляемый без залога имущества) или имеющий глубоко субординированную структуру обеспечения (к примеру, залоговое право на имущество третьей очереди, но без права регресса в отношении заёмщика). Срок возврата займа обычно превышает пять лет при погашении основной суммы в конце срока кредита. В рамках типовой оферты заём сопровождается отрывным сертификатом (купоном), дающим право на приобретение определённого числа акций или облигаций по указанной цене в течение определённого срока или аналогичным механизмом, дающим кредитору  возможность участвовать в будущем успехе проекта. Мезонинные кредиты могут использоваться при финансировании нового предприятия или для приобретения контрольного пакета акций за счёт заёмных средств, как правило, в составе более крупного финансового пакета.

## Норма прибыли и проценты
Кредиторы по мезонинным кредитам, обычно так называемые мезонинные фонды, стремятся получить определённую минимальную внутреннюю норму доходности, получаемую из четырёх источников: комиссия за организацию финансирования, выплата процентов наличными, оплата в натуральной форме  и сертификаты. Комиссия за организацию финансирования, как правило уплачиваемая вперёд, даёт наименьшую рентабельность и скорее направлена на покрытие административных расходов. Выплата процентов наличными — это то же, что и проценты, при этом, как правило, проценты уплачиваются на основную сумму с одинаковой периодичностью до наступления срока возврата кредита. Оплата в натуральной форме производится дополнительно к выплате процентов и увеличивается от периода к периоду, тем самым увеличивая размер основной суммы кредита (т. е. сложные проценты). Срок уплаты выплачиваемой в натуральной форме части наступает в дату возврата основной суммы кредита. Достигнутая цена продажи акций, приобретённых по сертификатам, также входит в состав общей прибыли кредитора.
В основе такой схемы выплаты процентов лежит стремление отсрочить обременение заёмщика полной стоимостью уплаты процентов по такому кредиту до наступления срока, на самом деле рассчитывая на значительное увеличение движения денежных средств (равно как и увеличение стоимости акционерного капитала по сертификатам) ближе к дате возврата кредита. Крайним случаем такого финансового инструмента является кредит с оплатой в натуральной форме (англ. PIK loan). Другим крайним случаем был бы, с технической точки зрения, простой заём. 
Проценты по мезонинным кредитам значительно выше задолженности с первоочередным правом требования или задолженности более высокой очерёдности погашения, вследствие чего сложные проценты становятся существенной частью принципа возмещаемости. Кроме того, мезонинные кредиты обычно влекут определённый риск рефинансирования, что означает, что движения наличности заёмщика в период погашения, как правило, оказывается недостаточно для возврата всех задолженных денежных сумм, если компания не показывает отличных результатов. По такому определению, кредиторы по мезонинным кредитам предпочитают заёмщиков с мощным потенциалом роста.

## Финансирование объектов недвижимости
В финансировании недвижимости к мезонинным кредитам часто прибегают застройщики с целью обеспечения дополнительного финансирования строительства (обычно в случаях, когда первичная ипотека или потребность в средствах строительного кредита превышают 10 %). Мезонинные кредиты такого рода часто предоставляются под обеспечение не самим строящимся объектом недвижимости (что, как правило, происходит при обычной ипотеке), а акциями компании-застройщика. Это даёт кредитору возможность быстрее завладеть обеспечением в случае неисполнения обязательств по уплате и обращения взыскания на имущество. Типовое производство по обращению взыскания по ипотеке может занять больше года, тогда как акции являются личным имуществом заёмщика, и их можно взыскать в судебном порядке всего за несколько месяцев.
Мезонинный кредит позволяет кредитору получить более высокие проценты по сравнению с банковским кредитом. Например, в США мезонинные ставки колеблются от 8 до 15 % годовых. Застройщики готовы выплачивать повышенные проценты потому, что для привлечении мезонинного инвестора застройщику достаточно обладать собственным капиталом примерно в половину от привлекаемого (для формирования 100 % обычно достаточно иметь около 30 %, чтобы получить дополнительное финансирование в размере 70 %). Банковский кредит на таких условиях не получить.
Существует практика «дополнительного вознаграждения от чистой прибыли проекта» (equity kicker). Кредитор помимо процентов по мезонину может получить дополнительную доходность от предоставленных заёмщиком ценных бумаг — опционов или варрантов.
Прибыль инвестор может получать тремя способами:
- фиксированный процент, который выплачивается регулярно — например, раз в квартал;
- отложенный процент (Pay in Kind — PIK), который выплачивается в конце периода, но раз в год капитализируется;
- выплаты, которые позволяют участвовать в приросте стоимости компании, что обычно позволяет приобрести 1-5 % доли компании.

## Приобретение за счёт заёмных средств
При приобретении за счёт заёмных средств (leveraged buy-outs) мезонинный кредит используется в случае, если цена приобретаемого объекта превышает степень соотношения между собственными и заёмными средствами, до которой кредиторы хотят предоставить кредит с приоритетным правом требования или кредит с правом требования второй очереди. Он, как правило, предоставляется не самому предприятию, а специально созданной для осуществления приобретения компании (acquisition vehicle), либо другой компании либо компании специального назначения (SPV). В случае целевой компании, не имеющей собственного движения денежных средств, схема возврата наличных процентов через, например, выплату дивидендов влечёт дополнительный риск (к примеру, минимум накопленной чистой прибыли, налогов) для финансового инструмента.
Мезонинные кредиты при приобретении за счёт заёмных средств обычно предоставляются под значительно более высокие проценты и комиссии по сравнению с кредитами с приоритетным правом требования или кредитами с правом требования второй очереди по той же сделке, однако они обходятся дешевле по сравнению с таким инструментом, как оплата в натуральной форме. Получатель кредита должен очень тщательно оценивать, не перевешивает ли стоимость получения мезонинного кредита его внутреннюю норму доходности на капиталовложение.